# Marcel van der Westen
Marcel van der Westen (Países Bajos, 1 de agosto de 1976) es un atleta neerlandés especializado en la prueba de 60 m vallas, en la que consiguió ser subcampeón europeo en pista cubierta en 2007.

## Carrera deportiva
En el Campeonato Europeo de Atletismo en Pista Cubierta de 2007 ganó la medalla de plata en los 60 m vallas, con un tiempo de 7.64 segundos, tras su paisano neerlandés Gregory Sedoc (oro con 7.63 segundos) y por delante del español Jackson Quiñónez (bronce con 7.65 segundos).